# Єссікка Аро
Єссікка Аро (Jessikka Aro, у кириличних джерелах частіше: Джессіка Аро, 1980 р.н.) — фінська журналістка, яка працює на громадському телеканалі Yle. У вересні 2014 року вона почала розслідування щодо проросійських інтернет-тролів, але сама стала жертвою їхньої діяльності. Фінське правосуддя відреагувало на цькування журналістки вироками для кількох осіб у жовтні 2018 року.
У березні 2016 року Єссікка Аро була нагороджена за свою професійну діяльність із викриття російської пропаганди: премією Bonnier's Award for Journalism (номінація за найкращу історію). В березні 2019 Єссікка Аро була запрошена в Вашингтон для отримання престижної премії “Women of Courage”, однак в останній момент її номінація була скасована, як вважається, через гостру критику нею дій адміністрації Дональда Трампа.
З 2016 року згадувалася робота над книгою "Імперія тролів Володимира Путіна" (Vladimir Putin's Troll Empire), на яку авторка збирала гроші на платформі Indiegogo. Краудфандингова компанія завершилася з результатом понад $30000. Книга була опублікована восени 2019 під назвою "Путінські тролі: Репортажі з фронту російської інфовійни" (фін. Putinin trollit: tositarinoita Venäjän infosodan rintamilta).

## Російські тролі
Репортерка, на той час, громадського радіо Фінляндії, Yleisradio, Аро почала свої розслідування у 2014-му, вбачаючи у діях інтернет-тролів, пов'язаних з Кремлем, загрозу фінській свободі слова. В інтерв'ю Deutsche Welle вона розповіла, як занурилась у подробиці російських інформаційних спецоперацій, і зізналася, що була приголомшена, дізнавшись про їх масштаби.
Після репортажу про свою поїздку до Санкт-Петербурга, до Агентства інтернет-досліджень, де Аро взяла інтерв'ю у працівників "фабрики тролів", які масово створюють фальшиві облікові записи, виробляють і поширюють фейкові новини, вона зіткнулася з потужною реакцією від проросійських тролів. Почались особисті переслідування, дифамація, стеження, залякування. Особливо голосними критиками журналістки стали Йохан Бекман і Ілля Яніцкін. Аро пояснила журналу Foreign Policy: "Метою цих дій є дискредитація голосів у Фінляндії, які критикують Росію". Різноманітні переслідування торкнулись і роботодавців, і колег, які допомагали пані Аро в розслідуванні.
Серія репортажів про російську пропаганду привернула світову увагу і принесла Аро престижні нагороди. Набула розголосу і справа з переслідуванням журналістки. Проти проросійських тролів Бекмана і Яніцкіна почався судовий процес. Ключові світові ЗМІ висвітлювали події, пов'язані з Аро. На противагу кампанії дифамації та ненависті залунали голоси підтримки з професійної спільноти та міжнародних інституцій: Фінської та Європейської асоціацій журналістів, Репортерів без кордонів, посадовців Atlantic Council, Європейського Союзу та окремих країн.

## Судова справа
У жовтні 2018 Гельсінський районний суд визнав громадян Фінляндії Іллю Яніцкіна, Йохана Бекмана і ще одну жінку винними в наклепі на Аро. Яніцкін, відомий як засновник проросійського праворадикального вебсайту MV-Lehti, був засуджений до 22 місяців в'язниці за 16-ма кримінальними статтями, Бекман отримав рік умовно за тяжкий наклеп і цькування. Вони повинні були відшкодувати збитки Аро та іншим позивачам у справі. Рішення суду в кількох відозвах назване важливим прецедентом на захист преси. "Нью-Йорк таймс" назвав його "першим випадком, коли європейська країна вжила заходів проти проросійської дезінформації через соціальні медіа, вебсайти та новини, контрольовані Росією або пов'язані з нею". Бекман назвав свій вирок "новим брудним трюком НАТО".